# 겔미르
겔미르(Gelmir)는 《실마릴리온》의 등장인물이다. 나르고스론드의 놀도르 요정 중 한 명으로 보석 전쟁 중에 죽음을 맞이하게 된다. 작중에서 벨레리안드의 다섯 번째 대전쟁 니르나에스 아르노에디아드에 참전한 장군 귄도르의 형제로 등장했고, 다고르 브라골라크에서 모르고스의 포로가 되었다고 전해진다. 그는 니르나에스 전쟁 도중에 오크들의 손에 싸움터로 끌려나와 요정들을 도발하기 위한 목적으로 죽임을 당하고 말았다.
부친은 구일린이며, 형제로 귄도르가 있었다.